# سيموني بولديني
سيموني بولديني (بالإيطالية: Simone Boldini)‏ (23 مايو 1954 في إيطاليا - ) هو مدرب كرة قدم ولاعب كرة قدم إيطالي في مركز الدفاع. لعب مع أتالانتا وإيه سي ميلان ونادي أسكولي ونادي بيستويسي ونادي سبيزيا ونادي كومو ونادي نابولي.